# Bziny (przystanek kolejowy)
Bziny - przystanek kolejowy znajdujący się  w miejscowości Bziny w kraju żylińskim na Słowacji.